# William Chauvenet
William Chauvenet, ameriški pedagog, * 24. maj 1820, Milford, Pensilvanija, ZDA, † 13. december 1870, St. Paul, Minnesota, ZDA.

## Življenje in delo
Chauvenet je bil profesor matematike, astronomije, navigacije in geodezije. Leta 1840 je diplomiral na Univerzi Yale, kjer je bil član tajnega društva Lobanja in kosti. V letu 1841 je postal profesor matematike v Vojni mornarici ZDA. Nekaj časa je služil na vojaškem parniku USS Mississippi, kjer je poučeval mornariške kadete. Leto kasneje je postal predstojnik oddelka za matematiko na šoli bolnice Naval Asylum v Filadelfiji, Pensilvanija. Pomagal je ustanoviti Pomorsko akademijo ZDA v Annapolisu, Maryland leta 1845.
V tem času so mu ponudili dve profesorski mesti na Univerzi Yale. Leta 1855 za matematiko in leta 1859 za astronomijo in naravoslovja. Obe je odklonil.
V letu 1859 so ga izbrali za predstojnika oddelka za matematiko na Washingtonovi univerzi v St. Louisu, Missouri. Tu je kmalu postal znan in spoštovan med tovariši. Kasneje so njemu v čast postavili spominsko ploščo na pročelju Ridgleyjeve knjižnice Univerze.
Leta 1862 so ga izvolili za drugega rektorja univerze, navkljub nasprotovanju več članov kuratorija, predvsem zaradi priporočila njegovega starega prijatelja, člana tajnega društva, profesorja grščine in kasnejšega rektorja Josepha Gibsona Hoyta.
V čast Chauvenetu se imenuje Chauvenetova nagrada Ameriške matematične zveze (MAA), ki jo od leta 1925 podeljujejo vsako leto za izjemen članek s področja matematike. Ameriška mornarica je njemu v čast krstila dve vojaški ladji, minolovko USS Chauvenet (AGS-11) in raziskovalno ladjo USNS Chauvenet (T-AGS-29).